# Rugrats (pel·lícula)
Rugrats: La pel·lícula - Aventures en bolquers (títol original en anglès: The Rugrats Movie) és pel·lícula estatunidenca d'animació dirigida per Norton Virgien i Igor Kovalyov, estrenada l'any 1998. És el primer llargmetratge adaptat de la sèrie televisiva d'animació Quatre grapes difosa des de 1991 a Nickelodeon. Aquesta pel·lícula ha estat doblada al català.

## Argument
La família Pickles acaba de fer-se més gran amb l'arribada d'un bebè anomenat Jules. Si Papà i Mama Pickles estan encantats, no és el cas de Tommy, fins llavors fill únic, que troba que la seva vida és massa trastocada per la irrupció d'aquest nounat. Ajudat dels seus companys i del seu autoreptil, decideix raptar el petit. Els Pickles es llancen llavors valentament a l'aventura però s'extravien pel camí i es troben al bell mig d'un immens bosc omplert d'ombres amenaçadores.

## Repartiment
| Personatge                             | Veu original        | Veu catalana      |
| -------------------------------------- | ------------------- | ----------------- |
| Tommy Pickles                          | E.G. Daily          | Núria Domènech    |
| Dylan "Dil" Pickles                    | Tara Strong         | –                 |
| Charles "Chuckie" Finster, Jr.         | Christine Cavanaugh | Belén Roca        |
| Phillip "Phil" i Lillian "Lil" DeVille | Kath Soucie         | Marta Barbarà     |
| Angelica Pickles                       | Cheryl Chase        | Geni Rey          |
| Stu Pickles                            | Jack Riley          | Pep Anton Muñoz   |
| Didi Pickles                           | Melanie Chartoff    | –                 |
| Chas Finster                           | Michael Bell        | Pep Sais          |
| Drew Pickles                           | Michael Bell        | Quim Roca         |
| Charlotte Pickles                      | Tress MacNeille     | Alicia Laorden    |
| Lou Pickles                            | Joe Alaskey         | Xavier de Llorens |
| Avi Boris                              | Michael Bell        | Emili Freixas     |
| Àvia Minka                             | Melanie Chartoff    | Carme Contreras   |
| Tieta Miriam                           | Andrea Martin       | Aurora García     |
| Dra. Lucy Carmichael                   | Hattie Winston      | Marta Ullod       |
| Susie Carmichael                       | Cree Summer         | –                 |
| Rex Pester                             | Tim Curry           | Albert Mieza      |
| Ranger Franklin                        | David Spade         | Antoni Forteza    |
| Ranger Margaret                        | Whoopi Goldberg     | Rosa Pastó        |

## Banda sonora original[calcitació]
| Núm. | Títol                                | Artistes | Durada |
| ---- | ------------------------------------ | --- | ------ |
| 1.   | «Take Me There»                      | Blackstreet & Mýa featuring Ma$e & Blinky Blink | 4:04   |
| 2.   | «I Throw My Toys Around»             | No Doubt featuring Elvis Costello | 3:02   |
| 3.   | «This World Is Something New To Me»  | Dawn Robinson, Lisa Loeb, B-Real, Patti Smith, Lou Rawls, Laurie Anderson, Gordon Gano, Fred Schneider, Kate Pierson, Cindy Wilson, Phife Dawg, Lenny Kravitz, Beck, Jakob Dylan & Iggy Pop | 1:59   |
| 4.   | «All Day»                            | Lisa Loeb | 3:30   |
| 5.   | «Dil-A-Bye»                          | E.G. Daily | 3:43   |
| 6.   | «A Baby Is A Gift From Bob»          | Cree Summer & Cheryl Chase | 1:57   |
| 7.   | «One Way or Another»                 | Cheryl Chase | 3:17   |
| 8.   | «Wild Ride»                          | Kevi featuring Lisa Stone | 2:43   |
| 9.   | «On Your Marks, Get Set, Ready, Go!» | Busta Rhymes | 3:41   |
| 10.  | «Witch Doctor»                       | Devo | 3:33   |
| 11.  | «Take The Train»                     | Rakim & Danny Saber | 4:05   |
| 12.  | «Yo Ho Ho And A Bottle Of Yum»       | E.G. Daily, Christine Cavanaugh & Kath Soucie | 2:18   |
| 13.  | «Take Me There (Want U Back Mix)»    | Blackstreet & Mýa featuring Ma$e & Blinky Blink | 3:59   |

## Box-office
Quan es va estrenar als Estats Units, la pel·lícula es va estrenar amb 27.321.470 dòlars i va acumular 100.439.328 dòlars als Estats Units. La pel·lícula va recaptar 140.839.328 dòlars a tot el món.